# Sugar Land, Texas
Sugar Land (tiếng Việt:vùng đất đường) là một thành phố nằm tại tiểu bang Texas của Hoa Kỳ. Thành phố nằm trong vùng đại đô thị Houston-Sugar Land-Baytown và là thành phố tăng trưởng nhanh nhất tại Texas. Trong năm 2005, dân số thành phố là 78.901 người. Thành phố có dân số đông thứ ba và là trung tâm kinh tế lớn thứ nhì tại khu vực Houston.
Thành phố được tạp chí Money của tập đoàn Time Warner bầu chọn là nơi có môi trường sống tốt thứ ba
trong toàn Hoa Kỳ.

## Lịch sử
Được thành lập từ giữa thế kỷ 19, vùng đất này là đại bản doanh của công ty Imperial Sugar chuyên sản xuất đường nhờ có những đồn điền trồng mía trong vùng. Thành phố chỉ bắt đầu mở rộng và phát triển vào thập niên 1990 khi các dự án nhà ở, giao thông được hoàn thành, các công ty năng lượng và công nghệ trong vùng bắt đầu thiếp lập văn phòng tại đây.

## Dân số
79.000 người, trong đó 56% người da trắng, 5% người Mỹ gốc Phi và 35% người gốc Á. Có 7.98% là người Mỹ gốc La-tinh, 0.24% người Mỹ dân bản xứ.

## Giao thông
- Quốc lộ 59
- Quốc lộ 90
- Sân bay Sugar Land

## Các điểm tham quan
- Sugar Land Town Square: khu vui chơi-giải trí, ẩm thực, mua sắm.
- Khu mua sắm First Colony Mall.
- Các sân gôn và câu lạc bộ nghỉ dưỡng trong vùng.